# Джанка
Джанка (болг. Джанка) — село в Болгарии. Находится в Кырджалийской области, входит в общину Крумовград. Население составляет 131 человек.

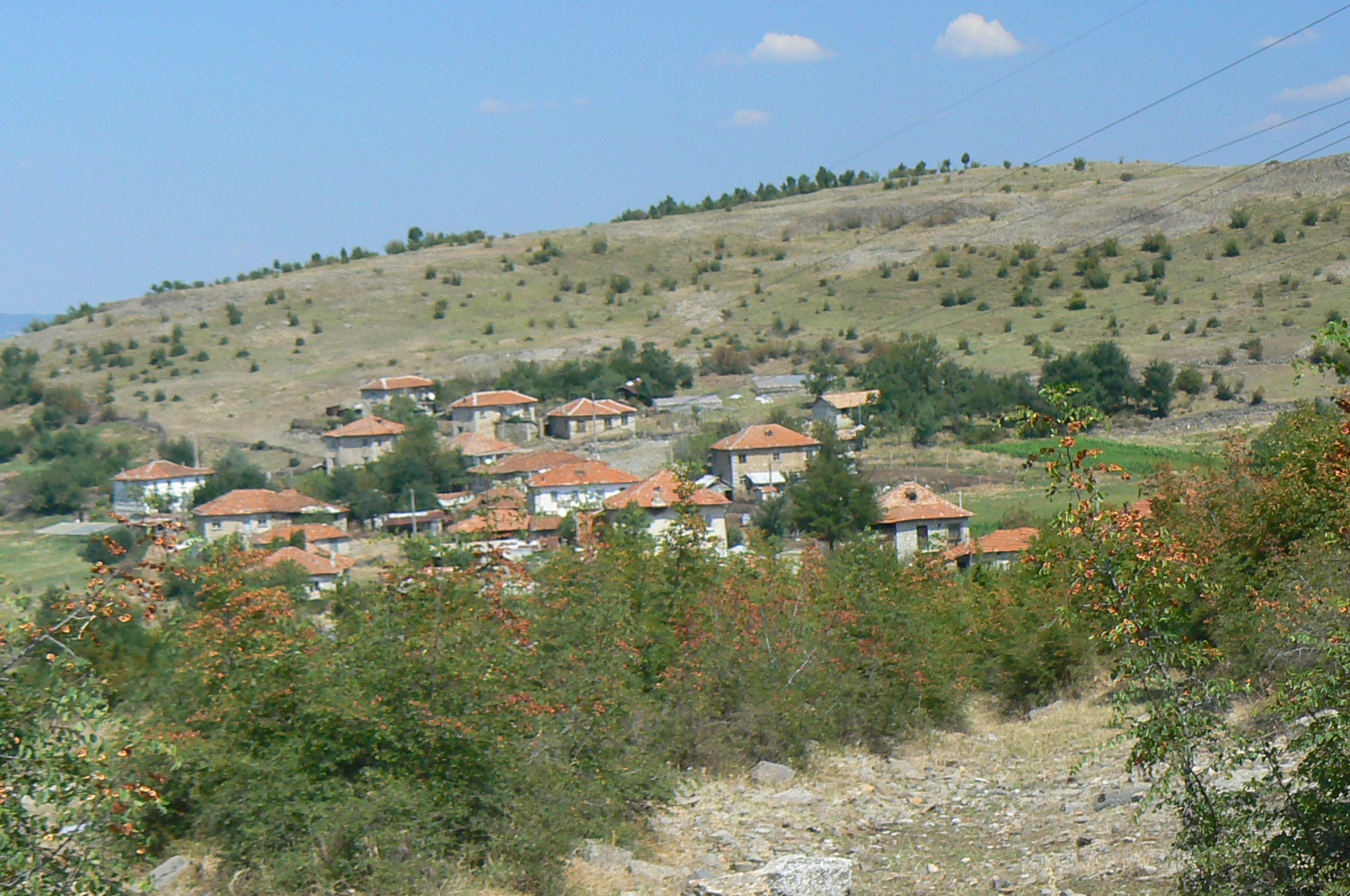

## Политическая ситуация
В местном кметстве Джанка, в состав которого входит Джанка, должность кмета (старосты) исполняет Хатидже Мехмед Мустафа (Движение за права и свободы (ДПС)) по результатам выборов.
Кмет (мэр) общины Крумовград — Себихан Керим Мехмед (Движение за права и свободы (ДПС)) по результатам выборов.